# Сосновка (Мечетлінський район)
Сосно́вка (рос. Сосновка, башк. Сосновка) — присілок у складі Мечетлінського району Башкортостану, Росія. Входить до складу Алегазовської сільської ради.
Населення — 22 особи (2010; 47 у 2002).
Національний склад:
- башкири — 87 %